# آجر بند
آجر بند یا آجربند یا آجاربند نام روستایی است در شهرستان قزوین و استان قزوین و در کشور ایران. این روستا طبق سرشماری سال ۲۰۰۶، ۲۷۰ نفر جمعیت داشته است. زبان مردم این روستا ترکی آذربایجانی با لهجه قزوینی سخن می‌گویند و فاصله روستا تا شهر قزوین حدود ۱۶ کیلومتر است.